# ヤマトナデシコ (競走馬)
ヤマトナデシコ (1943年3月14日 - 1953年10月1日) は、日本の競走馬。主な勝ち鞍は1947年の中山記念（秋）。他に1947年の天皇賞（秋）で3着。
引退後、繁殖入り。産駒から重賞勝ち馬は出なかったが、ダイオライトとの配合で生まれたクサナギ（ヤマトノハナ、シントー、フミカブトの母）、クモハタとの配合で生まれたヤマトチカラ（ヤマトキヨウダイの母）が繁殖牝馬として優秀な成績を残した。このほかの直系子孫にはナカミショウグン、モンタサン、テンモンなどがいる。

## 主な牝系図
- Maid of Lune 1831 ---No.7-c始祖
  - （6代省略）
    - *アストニシメント 1902 ←---アストニシメント牝系に戻る
      - 第弐アストニシメント 1909
        - オーグメント 1923 ←---オーグメント牝系に戻る
          - ヤマトナデシコ 1943 ---↓改行

---↓ヤマトナデシコ牝系
牝系図の主要な部分（太字はGI級競走優勝馬）は以下の通り。
- ヤマトナデシコ 1943
  - クサナギ 1949
    - ヤマトノハナ 1956（京王杯オータムH）
      - ヤマトサクヤ 1962
        - ヤマトテツセン 1969
          - スダヤマト 1977
            - スダナデシコ 1988
              - ホットシークレット 1996（ステイヤーズS、目黒記念）

          - スダフラウ 1980
            - スダリーフ 1989
              - セイントリーフ 1998（ひまわり賞、ビューチフル・ドリーマーC、オパールC、日高賞、白菊賞）
              - ダンスフォンテン 1999
                - オープンガーデン 2004（阪神スプリングジャンプ）

              - セイクリムズン 2006（カペラS、根岸S、かきつばた記念、黒船賞、東京スプリント、さきたま杯）

        - レデースポート 1970（サンケイスポーツ賞4歳牝馬特別、京都牝馬特別）
          - タイムポリシー 1976
            - ヒロポリシー 1984
              - サイレントハンター 1993（新潟大賞典、産経大阪杯、中山金杯）

          - テンモン 1978（優駿牝馬、朝日杯3歳S、京成杯）

        - ヤマトカオリ 1972
          - ミスタテガミ 1982
            - レディプロムナード 1989（読売レディス杯）

    - シントー 1962（ダイオライト記念）
    - フシミカブト 1963（ダイオライト記念）

  - ヤマトゴコロ 1950
    - トキノナデシコ 1955
      - オフク 1966
        - ナカミショウグン 1976（中山大障害（春））

    - ヤマトローベル 1968
      - ローベルマーチ 1971
        - ローベルギフト 1977（小倉大賞典）

  - ヤマトチカラ 1953
    - リユウリキ 1959
      - モンタサン 1964（朝日杯3歳S、京王盃スプリングH、セントライト記念）

    - ヤマトキヨウダイ 1960（有馬記念、天皇賞（秋）、目黒記念（秋）、日本経済賞）
    - アイゲツ 1961
      - ヤマトモアー 1967
        - ニシノアイゲツ 1974
          - プレジデントシチー 1983（小倉記念、朝日チャレンジC、ブリーダーズゴールドC）

牝系図の出典：Galopp-Sieger

## 血統表
| ヤマトナデシコの血統        | ヤマトナデシコの血統                          | ヤマトナデシコの血統                          | （血統表の出典）                              | （血統表の出典） |
| 父系                        | ブランドフォード系                            | ブランドフォード系                            | ブランドフォード系                            |                  |
| 父 *プリメロ 1931 鹿毛      | 父の父Blandford 1919 黒鹿毛                   | Swynford                                      | John o'Gaunt                                  | John o'Gaunt     |
| 父 *プリメロ 1931 鹿毛      | 父の父Blandford 1919 黒鹿毛                   | Swynford                                      | Canterbury Pilgrim                            |                  |
| 父 *プリメロ 1931 鹿毛      | 父の父Blandford 1919 黒鹿毛                   | Blanche                                       | White Eagle                                   | White Eagle      |
| 父 *プリメロ 1931 鹿毛      | 父の父Blandford 1919 黒鹿毛                   | Blanche                                       | Black Cherry                                  |                  |
| 父 *プリメロ 1931 鹿毛      | 父の母Athasi 1917 鹿毛                        | Farasi                                        | Desmond                                       | Desmond          |
| 父 *プリメロ 1931 鹿毛      | 父の母Athasi 1917 鹿毛                        | Farasi                                        | Molly Morgan                                  |                  |
| 父 *プリメロ 1931 鹿毛      | 父の母Athasi 1917 鹿毛                        | Athgreany                                     | Galloping Simon                               | Galloping Simon  |
| 父 *プリメロ 1931 鹿毛      | 父の母Athasi 1917 鹿毛                        | Athgreany                                     | Fairyland                                     |                  |
| 母 オーグメント 1923 黒鹿毛 | 母の父*ガロン 1909 栗毛                       | Gallinule                                     | Isonomy                                       | Isonomy          |
| 母 オーグメント 1923 黒鹿毛 | 母の父*ガロン 1909 栗毛                       | Gallinule                                     | Moorhen                                       |                  |
| 母 オーグメント 1923 黒鹿毛 | 母の父*ガロン 1909 栗毛                       | Flair                                         | St. Frusquin                                  | St. Frusquin     |
| 母 オーグメント 1923 黒鹿毛 | 母の父*ガロン 1909 栗毛                       | Flair                                         | Glare                                         |                  |
| 母 オーグメント 1923 黒鹿毛 | 母の母第弐アストニシメント 1909 黒鹿毛        | *インタグリオー                               | Childwick                                     | Childwick        |
| 母 オーグメント 1923 黒鹿毛 | 母の母第弐アストニシメント 1909 黒鹿毛        | *インタグリオー                               | Cameo                                         |                  |
| 母 オーグメント 1923 黒鹿毛 | 母の母第弐アストニシメント 1909 黒鹿毛        | *アストニシメント                             | Quickly Wise                                  | Quickly Wise     |
| 母 オーグメント 1923 黒鹿毛 | 母の母第弐アストニシメント 1909 黒鹿毛        | *アストニシメント                             | Twirl                                         |                  |
| 母系(F-No.)                 | アストニシメント(GB)系(FN:7-c)                | アストニシメント(GB)系(FN:7-c)                | アストニシメント(GB)系(FN:7-c)                | [ § 2 ]          |
| 5代内の近親交配             | Gallinule：5×3、Bendigo 5×5、St. Simon 5×5・5 | Gallinule：5×3、Bendigo 5×5、St. Simon 5×5・5 | Gallinule：5×3、Bendigo 5×5、St. Simon 5×5・5 | [ § 3 ]          |
| 出典                        | 1. 2. 3.                                      | 1. 2. 3.                                      | 1. 2. 3.                                      | 1. 2. 3.         |

- 半姉第弐オーグメントの産駒に天皇賞（春）勝ち馬のオーエンス、同じく半姉第四オーグメントの産駒に天皇賞（秋）勝ち馬のハタカゼがいる。
- 母オーグメント（競走馬名アスベル）は帝室御賞典・優勝内国産馬連合競走勝ち馬。
- 3代母アストニシメントは小岩井農場の基礎輸入牝馬の一頭。